# (73029) 2002 EW78
(73029) 2002 EW78 – planetoida z pasa głównego asteroid okrążająca Słońce w ciągu 3,21 lat w średniej odległości 2,17 j.a. Odkryta 10 marca 2002 roku.